# Desa Puspasari (administrativ by i Indonesien, lat -7,41, long 108,02)
Desa Puspasari är en administrativ by i Indonesien.   Den ligger i provinsen Jawa Barat, i den västra delen av landet, 190 km sydost om huvudstaden Jakarta.